# Tanaka Kikinzoku
Die Tanaka-Kikinzoku-Gruppe ist ein im Jahr 1885 gegründeter japanischer Hersteller von Edelmetallen mit Schwerpunkt auf industrielle Produkte u. a. für die Elektronik-, Halbleiter- und Automobilbranche. Das Unternehmen ist in Europa vertreten durch die Niederlassung Tanaka Kikinzoku International (Europe) GmbH.
Der Name Tanaka Kikinzoku (Aussprache nach IPA: [ˈtanaka kiˈkinzokɯ]) geht auf den Familiennamen der Eigentümerfamilie „Tanaka“ (田中) sowie das japanische Wort für Edelmetall „Kikinzoku“ (貴金属) zurück.
Tanaka ist nach eigener Aussage Weltmarktführer für Bonddraht und Katalysatoren für PEM-Brennstoffzellen.
Das Unternehmen besitzt „Good Delivery“-Status bei der LBMA sowie der LPPM und ist darüber hinaus als eines von weltweit drei Unternehmen bei beiden Organisationen als „Good Delivery Referee“ akkreditiert.

## Geschichte

### 1885–1923 Gründung und frühe Jahre
Die Anfänge von Tanaka Kikinzoku reichen bis ins Jahr 1885 zurück, als Umekichi Tanaka in Kitajimacho, Nihonbashi, Tokio (heute Kayabacho, Nihonbashi) ein Geldwechselgeschäft unter dem Namen „Tanaka Shoten“ gründete. 1889 gelang die erfolgreiche Herstellung industrieller Produkte aus Platin. Im Jahr 1892 eröffnete Kamekichi Yamazaki, der spätere Gründer der Tanaka Kikinzoku Jewellery, seinen Schmuckgroßhandel „Shimizu Shoten“ im Stadtteil Asakusa in Tokio.
Laborgeräte wie Platingefäße und -elektroden wurden 1907 auf der Tokyo Expo im Ueno-Park erstmals präsentiert. Im selben Jahr wurde außerdem die Produktion von Platin-Dünndraht für den Einsatz in Leuchtmitteln aufgenommen, ebenso wie die Affination von Osmiridium.
1914 begann Tanaka mit der Herstellung von Platin-Elektroden für die industrielle Produktion von Kaliumchlorat (KClO3), gefolgt von der Entwicklung hypodermischer Nadeln aus Platin-Iridium-Legierungen im Jahr 1915. Ab 1921 fertigte das Unternehmen elektrische Kontaktmaterialien für Telekommunikationsanwendungen sowie spezielle hypodermische Nadeln für den Dentalbereich aus Gold und Nickel. 1923 folgte der Abschluss eines Exklusivvertriebsabkommens mit der UdSSR über Platin und Palladium in Ostasien.

### 1965–2012
1965 schloss sich Tanaka Kikinzoku mit dem US-amerikanischen Unternehmen Sel-Rex zusammen, das heute unter dem Namen Enthone firmiert. Fünf Jahre später folgte die Gründung der Tanaka Kikinzoku Hanbai K.K. Im Zuge der Liberalisierung der Goldimporte in Japan wurde 1973 erstmals ein sogenannter „Retail Gold Price“ veröffentlicht. Ein Jahr darauf entstand in Südkorea die Heesung Metal Ltd, begleitet von einer Kooperation mit der Lucky Gold Star Group.
Die Akkreditierung als „Good Delivery Refiner“ am Londoner Goldmarkt erfolgte 1978. Zwei Jahre später präsentierte das Unternehmen mit dem „Gold Accumulation Plan“ ein neues Anlageprodukt und erhielt zusätzlich die Zertifizierung als „Good Delivery“-Hersteller an den Edelmetallmärkten in London und Zürich. Der sogenannte zweite Gold-Boom im Jahr 1981 führte zu einer verstärkten Nachfrage. Zum 100-jährigen Bestehen wurde 1985 die Publikation „Science of Precious Metals“ herausgegeben.
1986 erfolgte die Gründung der Taiwan Tanaka Kikinzoku Kogyo Co., Ltd. Das Konzernunternehmen Yamazaki K.K. wurde 1990 in Tanaka Kikinzoku Jewelry umbenannt. Bereits ein Jahr später entstand mit der Tanaka Kikinzoku International K.K. eine internationale Vertriebsgesellschaft.
Tanaka Kikinzoku wurde 2003 von der LBMA als Good Delivery Referee akkreditiert. 2006 zog die Hauptverwaltung vom langjährigen Standort in Kayabacho, Nihonbashi (Tokio) in das Tokyo Building im Stadtteil Marunouchi um. Zudem gründete das Unternehmen in diesem Jahr die Tanaka Kikinzoku (Suzhou) Co., Ltd. in der Volksrepublik China und wandelte das bisherige europäische Liaison Office in Frankfurt am Main in die Tanaka Kikinzoku International (Europe) GmbH um.
2008 entstand mit dem US-amerikanischen Unternehmen Catalytic Solutions, Inc. das Joint Venture TC Catalyst, Inc. Im folgenden Jahr erhielt Tanaka Kikinzoku auch vom London Platinum and Palladium Market (LPPM) die Akkreditierung als „Good Delivery Referee“. 2010 wurde die Unternehmensgruppe unter dem Dach der Tanaka Holdings Co., Ltd. neu organisiert. Abschließend wurde 2012 gemeinsam mit Oki Electric Industry die OKI Tanaka Circuit K.K. gegründet.

## Konzernstruktur

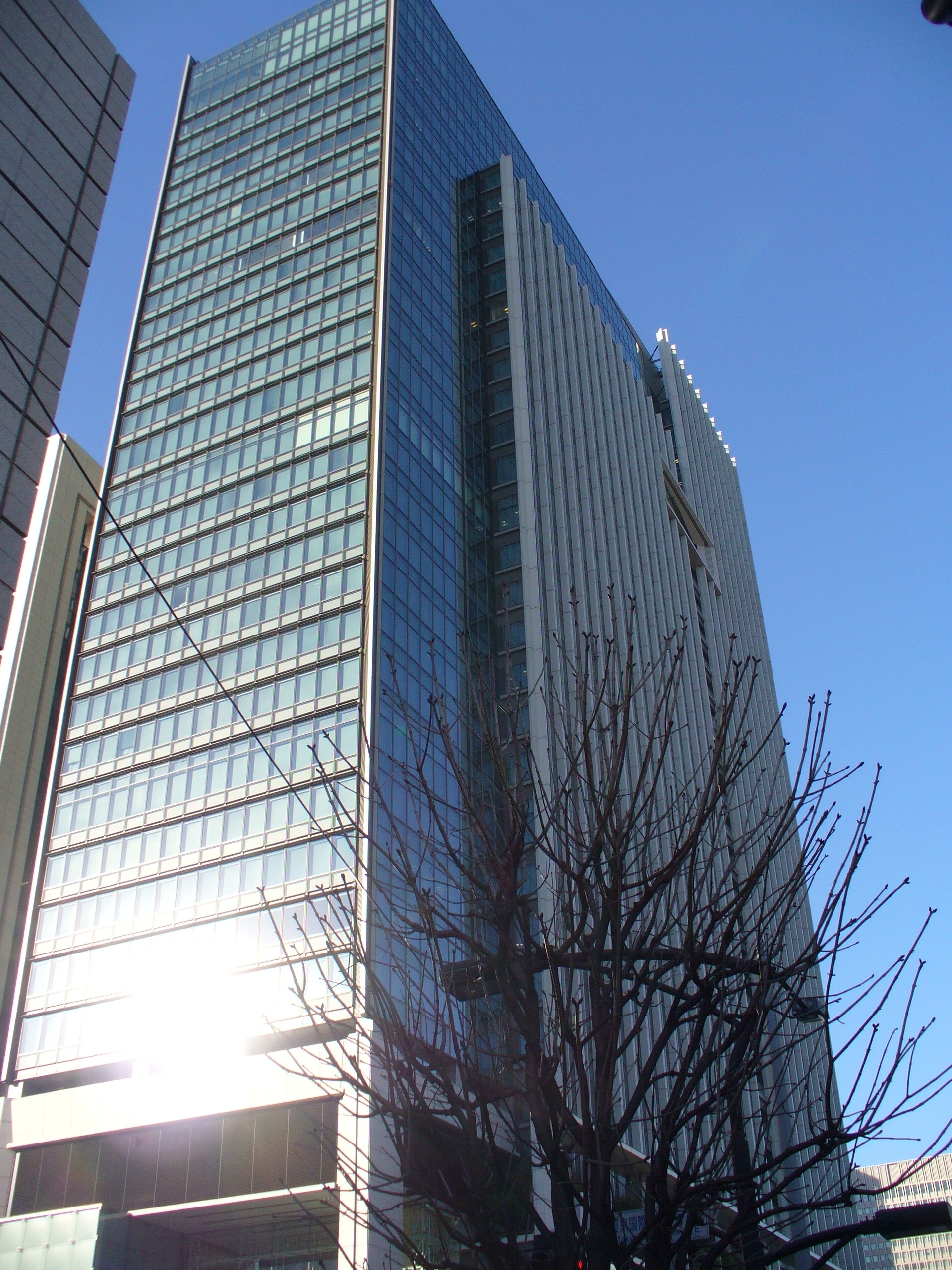
Tokyo Building, Sitz der Hauptverwaltung

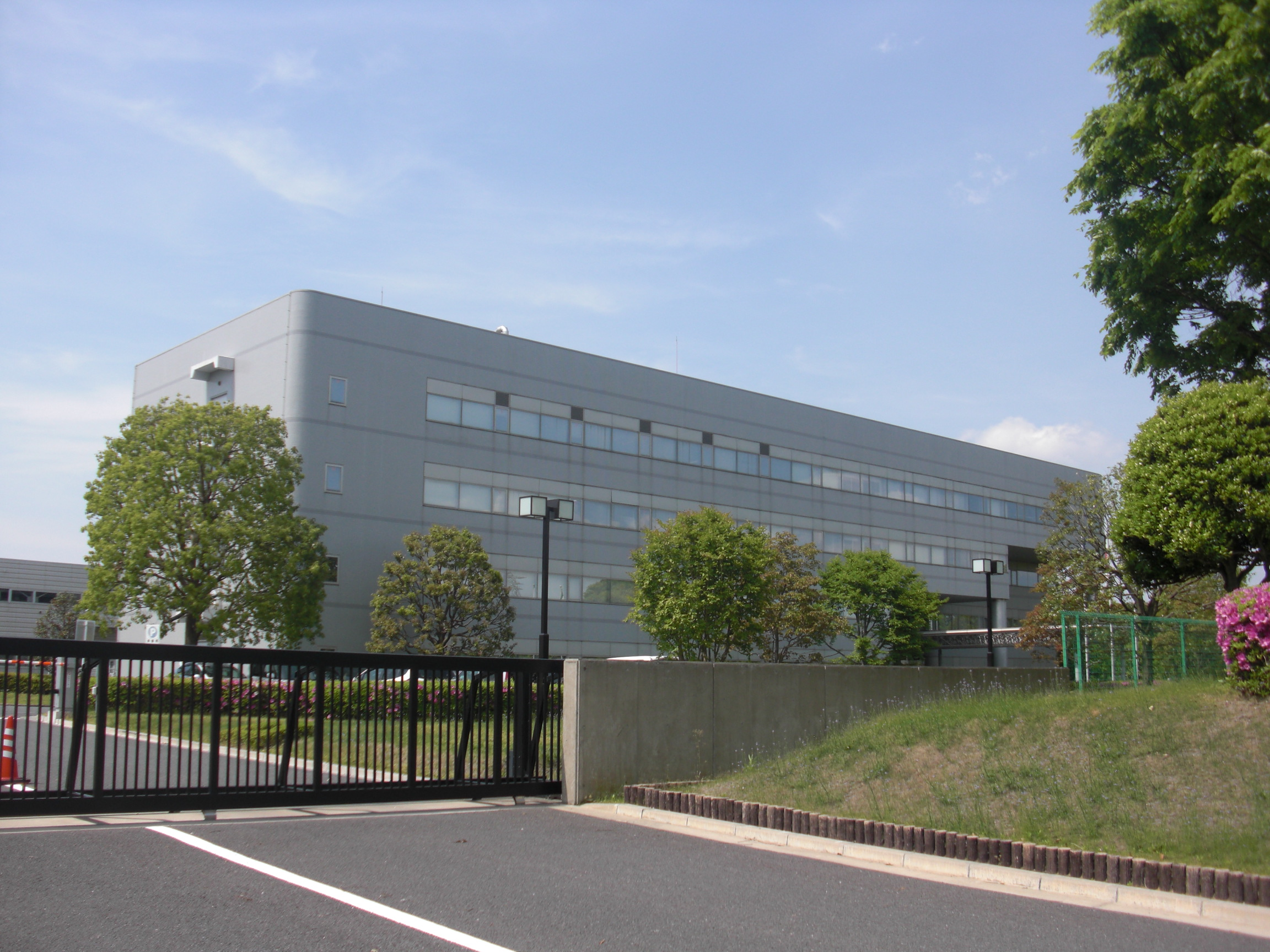
Tsukuba Technical Centre (TKK)

- Tanaka Holdings K.K.: Dachgesellschaft der Tanaka-Gruppe. Alle im weiteren genannten Gruppenunternehmen sind unmittelbare oder mittelbare Töchter der Tanaka Holdings.
- Tanaka Kikinzoku Kogyo K.K. (TKK): Produktion, Forschung und Entwicklung
- Tanaka Kikinzoku Hanbai K.K. (TKH): Nationale Vertriebsgesellschaft in Japan
- Tanaka Kikinzoku International K.K. (TKI): Internationale Vertriebsgesellschaft
- Tanaka Denshi Kogyo K.K. (TD): Produktion, Forschung und Entwicklung von Bonddraht
- Electroplating Engineers of Japan, Ltd. (EEJA)
- Tanaka Kikinzoku Jewelry K.K. (TKJ)
- Tanaka Kikinzoku Business Services K.K. (TKBS)
- Heesung Metal Ltd. (HEESUNG)
- Nippon PGM Co., Ltd. (PGM)
- OKI Tanaka Circuits K.K. (OTC)

## Kunden

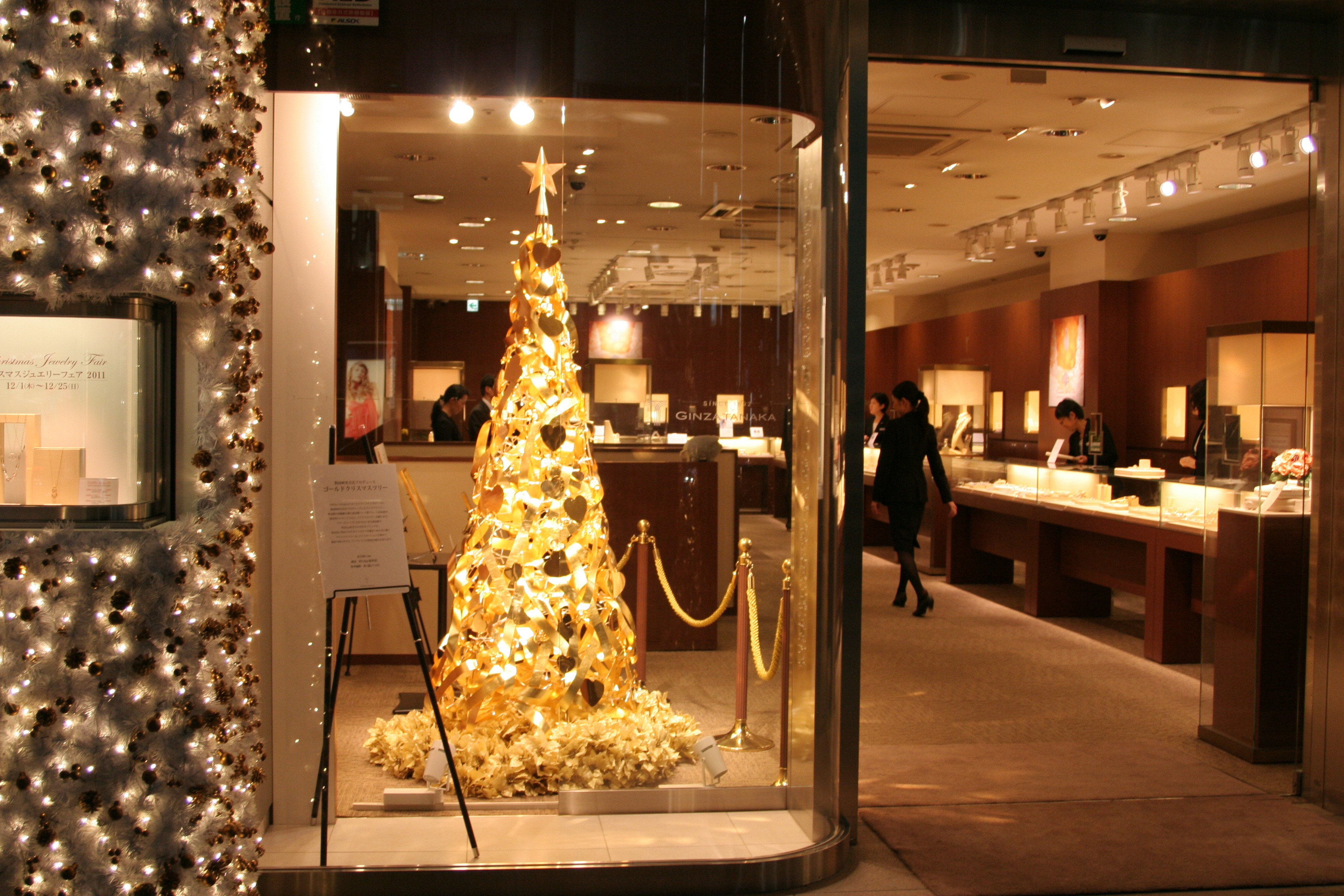
Hauptgeschäft von Ginza Tanaka im Tokioter Einkaufsviertel Ginza

Zu den Kunden des Unternehmens zählen u. a. Unternehmen der Elektronik- und Halbleiterindustrie, der Auto- und Luftfahrtindustrie, der Telekommunikations- und Chemiebranche, der Arznei- und Diagnosemittelbranche und der Glasindustrie.

## Produkte
Das Kerngeschäft des Unternehmens stellen Materialien und Halbzeuge aus Edelmetallen für industrielle Zwecke dar. Darüber hinaus bietet das Unternehmen auf dem japanischen Markt Produkte im Bereich Edelmetallinvestment sowie Schmuck an. Zu der Gruppe gehört auch die Firma Tanaka Kikinzoku Jewelry, welche über ein eigenes Vertriebsnetzwerk unter der Marke „Ginza Tanaka“ Schmuck, Kunsthandwerks- sowie Anlageprodukte aus Edelmetallen anbietet.
Zu den wichtigsten Produkten gehören:
- Pasten & Edelmetallpulver für Dickschichtschaltungen und Sensoren
- Sputtertargets
- Bonddraht und -bändchden
- Elektrische Kontaktmaterialien wie z. B. Kontaktnieten und Mikroprofilbänder
- Bürstenkontakte
- Gold-Zinn Legierungen für Lötprozesse
- Materialien für Verdampfung, Bonding & Abdichtung
- Materialien für Zündkerzenelektroden
- Palladiummembrane zur Wasserstoffaufbereitung
- Platin-Werkzeuge für die Glasschmelze und -formgebung
- Laborinstrumente aus Platin
- Platin-Thermoelemente
- Wasserunlösliche Elektroden
- Katalysatoren u. a. für PEM Brennstoffzellen
- Edelmetallkolloide
- Ausgangsstoffe für metallorganische chemische Gasabscheidung (MOCVD) und Atomlagenabscheidung (ALD)
- Pharmazeutische Wirkstoffe (API)
- Materialien für medizinische Schnelltests, Testkits
- Edelmetallrecycling

## Besitzverhältnisse
Die Tanaka Holding ist in Besitz verschiedener Personen der Gründerfamilie Tanaka.